# Aline (film, 1967)
Pour les articles homonymes, voir Aline (film) et Aline.
Aline est un film franco-helvéto-belge réalisé par François Weyergans et sorti en 1967.

## Fiche technique
- Réalisation : François Weyergans
- Scénario : François Weyergans d'après un roman de Charles-Ferdinand Ramuz
- Musique : Johann Sebastian Bach[1].
- Production :  Radio Télévision Belge Francophone (RTBF), Société Nouvelle Cinévog
- Format : 35 mm
- Genre : Film dramatique
- Durée : 75 minutes

## Distribution
- Chantal Marres : Aline
- Nicolas Lambert
- Louis-René des Forêts
- Emanuelle Curnier
- Georgette de Broux-Melin
- Guillaume des Forêts
- Adrien Durt
- Pierre Klossowski
- Robert La Roche
- Paule Thévenin